# Hypocometa definita
Hypocometa definita là một loài bướm đêm trong họ Geometridae.